# Skyscanner
Skyscanner ist eine Metasuchmaschine für Flug- und Hotelbuchung sowie Autovermietung, in der nach Preis und Ort gesucht werden kann. Mit weiteren Funktionen wie z. B. einem Kostendiagramm können Benutzer Flugpreise über bestimmte Zeiträume vergleichen. Skyscanner verkauft diese Angebote jedoch nicht direkt, vielmehr leitet Skyscanner auf die Website der Fluggesellschaft oder dem Online-Reiseanbieter weiter und bekommt eine Provision, sollte der Benutzer einen Flug buchen. Als Zusatzdienst bietet Skyscanner eine Seite mit Nachrichten aus der Flugindustrie und Reisetipps an. Seit 2011 bietet Skyscanner auch Mobile Apps für Android und iOS an. Die Skyscanner App wurde bereits 60 Millionen Mal heruntergeladen.

## Geschichte
Skyscanner wurde 2001 von den drei Freunden Gareth Williams, Barry Smith und Bonamy Grimes in einem Pub ins Leben gerufen. Als Grund gaben sie an, sie seien frustriert darüber gewesen, bei einer Skiurlaubplanung keine günstigen Flüge gefunden zu haben. Die erste Version erschien 2002, im Folgejahr wurde der erste Mitarbeiter eingestellt und ein Büro in Edinburgh eröffnet. Zurzeit gibt es neben einem weiteren Büro in Glasgow und London auch Büros in Singapur, Peking, Shenzhen, Sofia, Budapest und Miami. Seit der Übernahme des spanischen Hotelvergleichsunternehmens Fogg 2013 besteht auch eine Niederlassung in Barcelona. Die Website ist in über 30 Sprachen verfügbar, unter anderem Chinesisch, Russisch, Portugiesisch, Spanisch, Deutsch und Französisch.
Ende 2016 wurde Skyscanner für 1,79 Mrd. Euro durch Ctrip aufgekauft, den chinesischen Marktführer bei Online-Reisen. Die Angebote von Skyscanner sind inzwischen mit den Aktivitäten von Trip.com verbunden, einem US-Onlineportal, das Ctrip im Folgejahr für 100 Mio. Dollar übernommen hatte.

## Technik
Skyscanner bindet soweit möglich die Programmierschnittstellen ihrer Partner ein, verwendet jedoch auch Web Scraping. Es wird überwiegend in C und Python programmiert.

## Popularität
Skyscanner hat ca. 30 Millionen Besucher pro Monat, der Großteil davon 16–34 Jahre alt, und erzielt einen Umsatz von ca. 40 Millionen Euro. In der englischsprachigen Presse bekam Skyscanner durchweg gute Kritiken, so wurde vom The Guardian hervorgehoben, dass Skyscanner schon 2005 „viel größere Vermittler wie Expedia oder Travelocity schlagen“ könne. Außerdem wird Skyscanner von The Independent als eine der neun besten Reise-Websites genannt. Über die Jahre gewann Skyscanner diverse Awards, u. a. Queen’s Award for Enterprise, Travolution Brand of the Year 2011 und Best Flight Comparison 2010 von Travolution.